# Otok Estados
Otok Estados  (špansko Isla de los Estados, nizozemsko Stateneiland) je argentinski otok, ki leži 29 kilometrov od vzhodnega konca Ognjene zemlje, od katerega ga ločuje preliv Le Maire. Ime je dobil po Nizozemskih deželah.
Otok je del argentinske province Ognjena zemlja, Antarktika in južnoatlantski otoki in departmaja in mesta Ushuaia. Razglašen je za »Ekološki, zgodovinski in turistični provincialni rezervat« (Reserva provincial ecológica, histórica y turística), dostop pa je omejen na oglede iz Ushuaie.
Edino naselje je pomorska postaja Puerto Parry, ki se nahaja v globokem in ozkem fjordu na severni obali otoka. Na mornariški postaji, ustanovljeni leta 1978, je ekipa štirih marincev s 45-dnevno rotacijo. Spremljajo ohranjanje okolja in premike ladij ter zagotavljajo nujno pomoč.

## Zgodovina
Pred evropskim prihodom so otok obiskali prebivalci Jamani, ki so naselili otoke južno od Isla Grande de Tierra del Fuego.
Prvi Evropejec, ki je naletel na otok, je bil španski pomorski kapitan Francisco de Hoces, ko se je leta 1526 z ladjo San Lesmes iz španske odprave Loaísa v nevihti ločila od ostalih in bila premaknjena na južni vzporednik 55, ki je tako postal odkritelj velikega otoka vzhodno od Ognjene zemlje, ki se bo kasneje imenoval Stateneiland.
Skoraj stoletje po Špancih sta nizozemska raziskovalca Jacob le Maire in Willem Schouten 25. decembra 1615 mimo otoka in ga imenovala Staten Landt. Le Maire in Schouten sta s svojo ladjo Eendracht plula po poti južno od Magellanovega preliva, ki se zdaj imenuje preliv Le Maire. Levo je Le Maire opazil kopno gmoto, ki jo je imenoval Staten Landt; teoretiziral je, da gre morda za del velike 'južne celine'. (Prvo evropsko ime za Novo Zelandijo je bilo Staten Landt, ime mu je dal nizozemski raziskovalec Abel Tasman, ki je leta 1642 postal prvi Evropejec, ki je videl otoke. Tasman je tudi domneval, da je del pozneje znane 'južne celine' kot Antarktika.)
Nizozemska odprava v Valdivijo leta 1643 je nameravala pluti skozi preliv Le Maire, vendar jo je močan veter odnesel na jug in vzhod. Majhni floti pod vodstvom Hendrika Brouwerja je uspelo vstopiti v Tihi ocean, ko je plul južno od otoka in ovrgel prejšnja prepričanja, da je del Terra Australis.
Znano je, da se noben Evropejec na otoku ni naselil več kot 200 let. Leta 1862 je argentinski pilot Luis Piedrabuena ustanovil zavetje v bližini Port Cooka in na otoku zgradil majhen obrat za pridobivanje tjulnjevega olja.
Na novoletni dan 1775 je kapitan James Cook imenoval to, kar je zdaj »Puerto Año Nuevo«, ('Novoletna luka'). Lovci na tjulnje so tam ustanovili kratkotrajno tovarno (1786–1787), vendar so jo opustili, potem ko se je 11. septembra 1787 Duke of York zrušil, ko je pripeljal zaloge.
Na otok se sklicuje tudi knjiga Richarda Henryja Dana mlajšega Two Years Before the Mast (Dve leti pred jamborom)' kot prva dežela, ki so jo videli po odhodu iz San Diega. Zemljišče opisuje kot »... golo, razdrobljeno in pokrito s kamenjem in ledom, tu in tam, med skalami in polomljenimi griči, malo zakrnelo rastlinje grmovja ...«.
Več kot dvajset let kasneje je svetilnik San Juan del Salvamento 25. maja 1884 odprl Comodoro Augusto Lasserre. Deloval je do septembra 1900. Svetilnik, bolj znan kot Faro del fin del mundo ('Svetilnik na koncu sveta'), naj bi navdihoval roman Julesa Verna Svetilnik na koncu sveta (1905). Vojaški zapor je bil na otoku od leta 1899 do 1902. Zaradi ogrožujoče močnega vetra ga je bilo treba preseliti na Ognjeno zemljo.

## Geografija
Otok je dolg približno 65 kilometrov vzhod-zahod in širok 15 kilometrov s površino 534 kvadratnih kilometrov. Otok je globoko razčlenjen z zalivi. Njegova najvišja točka je 823 metrov in velja za zadnjo vidno steno Andov. Letno prejme približno 2000 milimetrov dežja.
Otok je obkrožen z manjšimi otoki in čermi, največji pa je otok Observatorio, oddaljen 6,5 kilometra severno, s površino 4 kvadratnih kilometrov. Na vzhodnem koncu otoka je rt St. John, mejnik za ladje, ki plujejo okoli otoka, da bi se izognili toku in plimovanju preliva Le Maire na zahodu.

## Geologija
Otok je v glavnem sestavljen iz jurske formacije Lemaire, sestavljene iz tufov in lav. Otoki Islas Año Nuevo, Isla Observatoria in Caleta Lacroix regija na zahodni obali pa imajo izpostavljenost jursko-kredne formacije Beauvoir, ki jo v glavnem sestavljajo skrilavec, meljevec, apnenec in peščenjak ter mulj, glina, pesek in gramoz. ledeniške rečne usedline. Obstaja vsaj 18 fjordov s pripadajočimi ledeniškimi usedlinami, kot so morena in drobir, še posebej razširjena na rtu San Antonio in rtu Colnett na severni obali. Ključni fjordi na severni obali so Port Hoppner, Port Parry, Port Basil Hall, Port Año Nuevo, Port Cook in Port San Juan Del Salvamento, ki gredo od vzhoda proti zahodu. Ključni fjordi na južni obali so Bahía Capitan Cánepa, Port Lobo, Port Vancouver in Bahía Blossom, ki gredo od vzhoda proti zahodu. Rt Kempe na južni obali leži nasproti rta San Antonio.

## Podnebje
Otok ima hladno in vlažno podnebje, značilne so hitre in nepredvidljive vremenske spremembe iz dneva v dan. Po Köppnovi klasifikaciji podnebja bi jo kljub vegetaciji uvrstili med blago tundrsko podnebje (ET), hladno podnebje s srednjo temperaturo v najtoplejšem mesecu pod 10 ° C z obilnimi padavinami skozi celo leto.
Na podnebje otoka močno vpliva subpolarni sistem nizkega tlaka, ki se razvija okoli Antarktičnega kroga in okoliških oceanov. Nahaja se med poltrajno visokotlačno celico in subpolarno nizko (ki se skozi leto ne spreminja in se malo spreminja v sezonah), zato je otok skozi celo leto izpostavljen zahodnjakom.
Temperature so vse leto nizke, vendar brez ekstremnih najnižjih temperatur. Povprečna temperatura poleti je 8,3 ° C s povprečnimi ekstremi 16,2 ° C in 3,0 ° C, pozimi pa je 3,3 ° C s povprečnimi ekstremi 7,7 ° C in −4 ° C. Srednje temperature so nižje kot na Ognjeni zemlji, vendar so zaradi zmernega vpliva oceana ekstremne najnižje temperature višje kot na Ognjeni zemlji.
Čeprav zanesljivi zapisi niso na voljo, se ocenjuje, da na otoku letno v povprečju pade okoli 2000 mm padavin. Vendar pa so padavine na otoku zaradi svojega reliefa zelo spremenljive. V vzhodnih delih otoka na podlagi 4-letnih podatkov v povprečju znaša 1400 mm. Padavine se na otoku pojavljajo pogosto, povprečno je 252 dni s padavinami. Junij je najbolj vlažen mesec, oktober pa je najbolj suh. Nevihte so zelo redke. V zimskih mesecih sneg pogosto pada, v povprečju 33 dni, čeprav lahko sneg pade jeseni in spomladi. Otok je skozi celo leto deležen velike oblačnosti, 74 % dni je oblačno. Junij je najbolj oblačen mesec, oktober pa najmanj oblačen. Megla je redka, v povprečju le 16 dni na leto. Podobno kot v preostali Patagoniji je tudi otok izpostavljen močnemu zahodnemu vetru. Ti vetrovi pogosto nosijo vlago s seboj, kar vodi do pogostih neviht. Povprečne hitrosti vetra se gibljejo od najvišjih 37 km / h avgusta do najnižjih 24 km / h decembra.

## Rastlinstvo in živalstvo
Isla de los Estados je pokrit z gostimi nizkimi gozdovi južne bukve Nothofagus. Živalsko življenje sestavljajo predvsem pingvini, orke, pravi tjulnji, galebi in kormorani, pa tudi jeleni in koze, ki jih je uvedel človek. Na otoku je ena najbolj južnih atlantskih gnezditvenih kolonij Magellanovega pingvina. Že v zadnji polovici 18. stoletja so Isla de los Estados uporabljali kot mesto za lov tjulnjev.